# تیلفورد
تیلفورد (به انگلیسی: Tilford) یک روستا و محله مدنی در بریتانیا است که در Waverley واقع شده‌است. تیلفورد ۹٫۸۷ کیلومتر مربع مساحت و ۷۹۹ نفر جمعیت دارد.